# Francisco Conduto de Pina
Francisco Conduto de Pina (Bubaque, Arquipélago dos Bijagós, Guiné Portuguesa, 17 de novembro de 1957) é um poeta e político guineense.

## Biografia
Nascido em Bubaque, estudou no Liceu Nacional Kwame N'Krumah e Artes visuais, Belas artes e  em Lisboa.
Trabalhou na Rádio Difusão Nacional, onde foi produtor e coordenador dos programas como "Tempo de Poesia" e "Música e Som".
Em 1982 foi um dos membros fundadores da União Nacional dos Artistas e Escritores (UNAE), sediada em Bissau.
Na política, é deputado pelo PAIGC desde 1994, foi diretor geral do Turismo, secretário de Estado de Turismo, ministro do Turismo, ministro do Turismo e do Ordenamento do Território e também secretário de Estado da Juventude, Cultura e Desportos.
Conduto de Pina foi um dos fundadores da Associação de Escritores da Guiné-Bissau em 2013.

## Obras

### Individuais
- Garandessa di no tchon (As maravilhas de nossa terra) (1978)
- A N'ga djocô[4]
- Djubi ku mati[4]
- Gritu di revoluson[4]
- O silêncio das gaivotas (1997) (Centro Cultural Português em Bissau)[4]
- Parmaña paradu[4]
- Bambaran di ña korson[4]
- Ña pape[4]
- Palavras Suspensas (2010)

### Antologias
- Antologia poética da Guiné-Bissau (1991)
- O eco do pranto (1992)
- Kebur - barkafon di poesia na kriol (1996)

### Poemas dispersos
- Revista Tcholona
- Jornal Nô Pintcha
- Expresso Bissau
- Diário de Bissau